# Дзехцинець
Дзехцинець (пол. Dziechciniec) — село в Польщі, у гміні Вйонзовна Отвоцького повіту Мазовецького воєводства.
Населення — 407 осіб (2011).
У 1975-1998 роках село належало до Варшавського воєводства.

## Демографія
Демографічна структура станом на 31 березня 2011 року:
|          | Загалом | Допрацездатний вік | Працездатний вік | Постпрацездатний вік |
| -------- | ------- | ------------------ | ---------------- | -------------------- |
| Чоловіки | 209     | 52                 | 137              | 20                   |
| Жінки    | 198     | 30                 | 117              | 51                   |
| Разом    | 407     | 82                 | 254              | 71                   |